# Stadion Łokomotiw w Saratowie
Stadion Łokomotiw – wielofunkcyjny stadion w Saratowie, w Rosji. Został otwarty w 1960 roku. Swoje spotkania rozgrywa na nim drużyna Sokoł Saratów. Obiekt może pomieścić 15 000 widzów.